# النسوية المناهضة للإجهاض
يقصد بالنسوية المناهضة للإجهاض أو النسوية المناصرة للحياة؛ معارضة الإجهاض من جانب بعض النسويات. إذ قد تعتقد النسويات المناهضات للإجهاض أن المبادئ التي تقوم عليها حقوق المرأة تدعوهن كذلك إلى معارضة الإجهاض لأسباب تتعلق بالحق في الحياة، ولأن الإجهاض يضر بالنساء أكثر مما يفيدهن.
وتستشهد الحركة النسوية الحديثة المناهضة للإجهاض بسابقتها في القرن التاسع عشر؛ تلك الحركة التي بدأت تتشكل منذ أوائل إلى منتصف سبعينيات القرن التاسع عشر، مع تأسيس منظمة نسويات من أجل الحياة في الولايات المتحدة (إي إف إل)، وتأسيس منظمة المرأة من أجل الحياة في بريطانيا العظمى؛ وذلك في خضم التغييرات القانونية التي سمحت بالإجهاض على نطاق واسع في تلك البلاد. تُعد (إي إف إل) ومنظمة (سوزان بي. أنتوني ليست) أبرز منظمتين معارضتين للإجهاض في الولايات المتحدة. وتشمل المنظمات النسوية الأخرى المناهضة للإجهاض نسويات الموجة الجديدة، ونسويات من أجل الخيارات اللاعنفية.

## الأهداف ووجهات النظر
تنظر النسويات المناهضات للإجهاض إلى الخيار القانوني المؤيد للإجهاض على أنه «خيار يدعم المواقف والسياسات الاجتماعية المناهضة للأمومة، وخيار يحد من احترام مواطنة المرأة». وتعتقد النسويات المناهضات للإجهاض بأن الإجهاض هو إجراء يمليه المجتمع، إضافة إلى أن الإجهاض القانوني «يكرس لمجتمع غير مكترس؛ يهيمن عليه الذكور». تقول لوري أوكس، أستاذة مساعدة في الدراسات النسوية في جامعة كاليفورنيا، سانتا باربرا، بأنه عندما يكون الإجهاض قانونيًا، فإن ذلك من شأنه أن يجعل النسويات المناهضات للإجهاض تعتقدن بـ«أن النساء تملن إلى اعتبار الحمل والأمومة عقبة أمام المشاركة الكاملة في التعليم وفي مكان العمل»، وتصف «لوري أوكس» النسويات المناهضات للإجهاض في إيرلندا بأنهن «مواليات للأمومة» أكثر من كونهن «مواليات للمرأة». كتبت أوكس أنه في حين تُثّمن مناهضات الإجهاض الإيرلنديات حمل ورعاية الأطفال وينتقدن فكرة أن للمرأة «الحق في هوية خارج الأمومة»، فإن البعض أيضًا، مثل بريدا أوبراين، مؤسِّسة منظمة نسويات من أجل الحياة في إيرلندا، تقدم حججًا مستوحاة من الحركة النسوية مفادها أن مساهمات المرأة في المجتمع لا تقتصر على مثل هذه الوظائف.
لا تميز المنظمات النسوية المناهضة للإجهاض، في العموم، بين وجهات النظر المتعلقة بالإجهاض كمسألة قانونية، والإجهاض كمسألة أخلاقية، والإجهاض كإجراء طبي. في حين يُجرى هذا التمييز من قبل العديد من النساء، على سبيل المثال، النساء اللاتي لا تلجأن إلى الإجهاض ولكن تفضلن أن يظل إجراء الإجهاض متاحًا قانونيًا. 
تسعى المنظمات النسوية المناهضة للإجهاض إلى شخصنة الإجهاض عن طريق استخدام النساء اللاتي بالكاد «نجون» من عمليات الإجهاض في محاولة لإقناع الآخرين بحجتهن.
تسعى منظمات نسوية أمريكية بارزة مناهضة للإجهاض إلى القضاء على الإجهاض في الولايات المتحدة، وذكرت منظمة (سوزان بي. أنتوني ليست) أن القضاء على الإجهاض هو «هدفها النهائي»، وقالت «سيرين فوستر» رئيسة منظمة (إي إف إل)؛ إن المنظمة «تعارض الإجهاض في جميع الحالات، وذلك لأن العنف يُعد انتهاكًا للمبادئ النسوية الأساسية».

## العلاقة مع الحركات الأخرى
تشكل النسويات المناهضات للإجهاض جزءًا من الحركة المناهضة للإجهاض بدلًا من أن تكون جزءًا من الحركة النسوية الرئيسية. خلال حقبة الموجة الثانية للنسوية في أواخر ستينيات وسبعينيات القرن العشرين، رُفضت مبادئ المجموعة النسوية الناشئة المناهضة للإجهاض من جانب أنصار الحركة النسوية الرئيسية، إذ ارتأين أنه يجب على المرأة أن تتمتع بـ«الحق الأخلاقي والقانوني في التحكم بخصوبتها» وذلك من أجل المشاركة الكاملة في المجتمع. وانطلاقا من وضعهن كأقلية؛ صرحت النسويات المناهضات للإجهاض بأن الحركة النسوية السائدة لا تتحدث بالنيابة عن جميع النساء.
بعد فشلهن في الحصول على مكانة محترمة ضمن التيار العام للحركة النسوية، انحازت النسويات المناهضات للإجهاض إلى مجموعات مناهضة للإجهاض وإلى مجموعات الحق في الحياة. ووفقًا لأوكس، أدى هذا الوضع إلى تآكل الشعور بالهوية النسوية بمعزل عن الجماعات الأخرى المناهضة للإجهاض، وذلك على الرغم ما قدمن من حجج مناصرة للمرأة؛ والتي تختلف عن حجج حقوق الجنين التي قُدمت من قبل مناهضات الإجهاض الآخريات.

## الحجج المقدمة
تمحور النقاش حول الإجهاض بشكل أساسي حول مسألة ما إذا كان الجنين إنسانًا أم لا. تُميز المنظمات النسوية المناهضة للإجهاض نفسها بأنها منظمات «موالية للمرأة» في مقابل المنظمات الآخرى المناهضة للإجهاض بسبب «حقوق الجنين». وهذا ما يجعل النسويات المناهضات للإجهاض متميزات عن غيرهن من المنظمات الآخرى المناهضة للإجهاض.
تزعم الحجج «الموالية للمرأة» بأن الإجهاض يمثل ضررًا على المرأة. تجادل النسويات المناهضات للإجهاض بأن النساء لا يرغبن حقًا في الإجهاض، بل يرغمن على الإجهاض من قبل أطراف ثالثة أو شركاء أو ممارسين طبيين. هذه الإجهاضات غير المرغوب فيها، كما يزعمن، تسبب أضرارًا جسدية وعاطفية للنساء. ومع ذلك، تشير البحوث التي أجراها معهد غوتماتشر إلى أن غالبية النساء اللاتي يلجأن للإجهاض؛ يلجأن إلى ذلك الإجراء لأغراض شخصية أو مالية أو مهنية أو لأغراض تنظيم الأسرة، وليس تحت إكراه أطراف ثالثة.
ومن خلال الافتراض بوجود حالة عقلية «متلازمة ما بعد الإجهاض»، وهي حالة غير معترف بها طبيًا، تعيد النسويات المناهضات للإجهاض صياغة معارضتهن للإجهاض من منظور حماية الصحة العامة للمرأة. استُخدمت الحجج «الموالية للمرأة» لاستمالة الرجل والمرأة ضد الإجهاض.

## نسويات القرن التاسع عشر
تصرح المجموعات النسوية المناهضة للإجهاض بأنها تواصل إرث ناشطات حقوق المرأة في القرن التاسع عشر، مثل إليزابيث كادي ستانتون، وماتيلدا جوسلين غايج، وفيكتوريا وودهل، وإليزابيث بلاكويل، وأليس بول؛ واللائي اعتبرن الإجهاض شرًا فرضه الرجال على النساء. نشرت صحيفة «ذا ريفلوشن»، التي أصدرتها سوزان بي. أنتوني وستانتون، رسائل ومقالات وافتتاحيات تناقش العديد من القضايا اليومية، بما في ذلك مقالات تشجب «قتل الأطفال» و«قتل الرضع». ووفقًا للمؤرخين «إيه. كينيدي» و «دي. ماري»؛ شعرت أليس بول أن الإجهاض هو «الاستغلال الأكبر للمرأة»، وانتابها القلق بشأن إجهاض الأطفال الإناث. ووفقًا لكينيدي وماري أيضًا، فإن إليزابيث بلاكويل، وهي أول طبيبة في الولايات المتحدة، أصبحت طبيبة بسبب كراهيتها الشديدة للإجهاض. ورغم ذلك، على سبيل الانتقاد، كتبت عالمتا الاجتماع «نيكول بيسل» و«تمارا كاي» أن البروتستانت البيض الأنغلو ساكسونيين في الولايات المتحدة، كانوا قلقين من أن يؤدي الإجهاض المستمر من جانبهم إلى تعريض مكانتهم في قمة هرم المجتمع للخطر، بجانب قلقهم كذلك على موقف الأميركيين الأفارقة، خاصة مع الخوف من تدفق الكاثوليك الآيرلنديين، ووصفوا أنتوني وستانتون بأنهما جزء من هذا الموقف العرقي الرجعي.
وفي معرض الدعوة إلى «الأمومة الطوعية» (الامتناع عن ممارسة الجنس حتى تنمو الرغبة في الحصول على الأطفال)، صرحت ستانتون بأن مشكلة الإجهاض تبرهن بوضوح وقوع المرأة ضحية لرجال يسنون القوانين دون موافقة المرأة. وجادلت وودهول وأختها بأن عيادات الإجهاض ستتوقف عن العمل إذا ما مارست النساء الأمومة الطوعية على نطاق واسع.
نشأ نزاع بشأن وجهات نظر أنتوني المتعلقة بالإجهاض في عام 1989: إذ بدأت النسويات المناهضات للإجهاض في الولايات المتحدة في استخدام كلمات أنتوني وصورتها للترويج لقضيتهن المناهضة للإجهاض. في حين قاومت باحثات الحركة النسوية الأمريكية في القرن التاسع عشر، وكذلك الناشطات المؤيدات لحق الاختيار، انطلاقًا من اعتبار أنفسهن أصحاب أرث مشترك لأنتوني، بوصفها أكثر المؤيديات لحقوق المرأة في الاقتراع في أمريكا، بالقول إن الناشطات المناهضات للإجهاض تنسبن زورًا وجهات نظرهن إلى أنتوني، ومن المضلل تطبيق حجج القرن التاسع عشر على مناقشة قضايا الإجهاض الحديثة.